# Ljubimez-Nunatak
Der Lubimez-Nunatak (bulgarisch нунатак Любимец nunatak Ljubimez) ist ein in nordnordost-südsüdwestlicher Ausrichtung 3,9 km langer, 1,8 km breiter sowie 1100 m hoher und teilweise vereister Nunatak auf der Westseite der Elgar Uplands auf der Alexander-I.-Insel westlich der Antarktischen Halbinsel. Er ragt 6,27 km nordwestlich des Mount Pinafore und 5,62 km nordöstlich der Appalachia-Nunatakker inmitten des Bartók-Gletschers auf.
Britische Wissenschaftler kartierten ihn 1971. Die bulgarische Kommission für Antarktische Geographische Namen benannte ihn 2017 nach der Stadt Ljubimez im Süden Bulgariens.